# Поруш, Менахем
Менахем Поруш (ивр. מנחם פרוש‎; род. 2 апреля 1916 года, Иерусалим, Османская империя — 22 февраля 2010 года, Иерусалим, Израиль) — израильский политик, раввин, депутат кнессета (4, 5, 6, 7, 8, 9, 10, 11, 12, 13 созывы) от фракции «Агудат Исраэль», а затем от «Яхадут ха-Тора».

## Биография
Он был необыкновенной личностью, великим евреем и такой же частью Иерусалима, как камни в Западной стене
Менахем Поруш родился 2 апреля 1916 года в семье раввина Моше Поруша, на территории Османской империи, в Иерусалиме (ныне Израиль). Учился в иешиве Эц-Хаим, но был исключён.
В период с 1932 по 1938 год работал корреспондентом зарубежных религиозных газет. С 1949 года по 1963 год был редактором газеты Коль Исраэль. В 1951 году стал основателем сети яслей для детей.
В 1959 году впервые был избран в кнессет, от партии Религиозный фронт Торы. В кнессете 4-го созыва работал в законодательной комиссии и комиссии по образованию и культуре. Должности в этих комиссиях Поруш сохранил и в кнессете 5-го, 6-го, 7-го созывов. В кнессете 8-го созыва в добавку к уже имеющимся местам в комиссиях получил членство в законодательной комиссии кнессета.
В кнессете 9-го и 10-го созывов Менахем Поруш занимал пост председателя комиссии по труду и благосостоянию. В кнессете 11-го созыва членствовал в комиссии по экономике, комиссии по вопросам алии и абсорбции и комиссии кнессета. В следующем созыве кнессета Поруш участвовал в работе комиссии кнессета, комиссии по иностранным делам и безопасности, финансовой комиссии.
В июне 1984 г. гурские хасиды устроили налёт на принадлежащий М. Порушу отель «Мерказ», нанесли Порушу и его сыновьям побои, а гостиницу подвергли разгрому. В результате побоев Поруш получил сотрясение мозга и вынужден был две недели провести в больнице. Поводом к нападению стала появившаяся накануне статья журналиста Акивы Эльдара в газете «Гаарец». В ней утверждалось, будто Порушу нечего бояться ротации в парламентской фракции партии «Агудат Исраэль», потому что ребе из Гура (в ту пору им был Симха Буним Альтер), который добивался этой ротации, чтобы лишить Поруша его места в кнессете, уже достиг 86-летнего возраста, а в этом возрасте «всякое может случиться». Это возмутило приверженцев гурского цадика. Среди них распространился слух, будто оскорбительные слова в действительности принадлежали самому Порушу. Это и спровоцировало упомянутый налёт.
В кнессет 13-го созыва Поруш был избран от новой фракции — «Яхадут ха-Тора», работал членом комиссии по борьбе с наркотиками и наблюдателем в комиссии кнессета. В 1994 году Поруш покинул политику, его место в кнессете занял Авраам Вердигер.
Именно Менахем Поруш убедил премьер-министра Ицхака Рабина оставить могилу праматери Рахили под израильской юрисдикцией, а не передавать её под юрисдикцию Палестинской автономии.
Поруш был женат дважды, он пережил обеих своих жен. Его сын Меир, также получил религиозное образование, стал политиком и представлял Агудат Исраэль в кнессете.